# Wallace de Souza
Wallace Leandro de Souza (São Paulo, 26 de junho de 1986), é um jogador de voleibol brasileiro, que atua na posição de oposto.  

## Carreira

### Clube
Wallace começou a praticar voleibol na escola, por volta dos 15 anos, quando um professor de Educação Física o convenceu a praticar o esporte. Dali seguiu para uma peneira no Centro Olímpico do Ibirapuera e iniciou a trajetória. Em 2006 o oposto já estava atuando no Banespa/São Bernardo, por onde atuou por duas temporadas. Em 2008 se transferiu para o Vôlei Futuro, onde terminou na sexta colocação na Superliga 2008–09.
Em 2009 o paulista foi contratado pelo Sada Cruzeiro. Com o clube da capital mineira o oposto conquistou 2 títulos do Campeonato Mundial de Clubes, 3 títulos do Campeonato Sul-Americano de Clubes, 5 títulos da Superliga, 3 títulos da Copa Brasil, 1 título da Supercopa Brasileira e 6 títulos do Campeonato Mineiro.
De 17 de setembro de 2016 a julho de 2018, atuou pelo Funvic Taubaté. Com o novo clube, conquistou o título da Copa Brasil de 2016 e as edições de 2016 e 2017 do Campeonato Paulista. Em seguida, passou a atuar pelo Sesc-Rio para a temporada 2018-19. Na temporada de estreia conquistou o título do Campeonato Carioca de 2018, além do vice-campeonato da primeira edição da Copa Libertadores após ser derrotado para o Bolívar Volley por 3 sets a 0. Na temporada seguinte voltou a conquistar o título do Campeonato Carioca de 2019 e ficou com o terceiro lugar na Copa Libertadores de 2020.
Em maio de 2020, anunciou sua primeira contratação por time internacional, o Spor Toto Spor Kulübü, da Turquia. Na breve passagem pelo voleibol turco, o oposto conquistou o título da Copa da Turquia de 2020–21, sendo eleito o melhor jogador da competição.
Em maio de 2021 o atleta voltou ao voleibol brasileiro para defender as cores do Sada Cruzeiro novamente. Em outubro conquistou o sétimo título do Campeonato Mineiro de sua carreira. No final do mês levantou a taça da Supercopa ao vencer o Funvic Natal por 3 sets a 0. Se tornou campeão mundial pela terceira vez na vigésima primeira edição do Campeonato Mundial derrotando o Cucine Lube Civitanova e sendo eleito o melhor oposto da competição.
No início de 2022 se tornou tetracampeão do Campeonato Sul-Americano de Clubes.

### Seleção
Wallace começou em 2007, na seleção juvenil, sendo campeão mundial no Campeonato Mundial Sub-21 de 2007. Em 2010 estreou na seleção adulta na fase classificatória da Liga Mundial de 2010. No ano seguinte conquistou o primeiro título com a seleção adulta, a medalha de ouro nos Jogos Pan-Americano de 2011. Nos Jogos Olímpicos de Londres 2012 obteve a medalha de prata.
Em 2013 conquistou seu primeiro título do Campeonato Sul-Americano e da Copa dos Campeões. No ano seguinte o oposto foi vice-campeão na 25ª edição da Liga Mundial e da 18ª edição do Campeonato Mundial, após derrota para a Polônia, país-sede do torneio. Em 2015 conquista novamente mais um título do Campeonato Sul-Americano.
Em 2016, apesar de ter sido eleito o melhor oposto na competição, viu a chance de conquistar mais um título da Liga Mundial ser desperdiçada após sofrer uma derrota para a seleção sérvia.

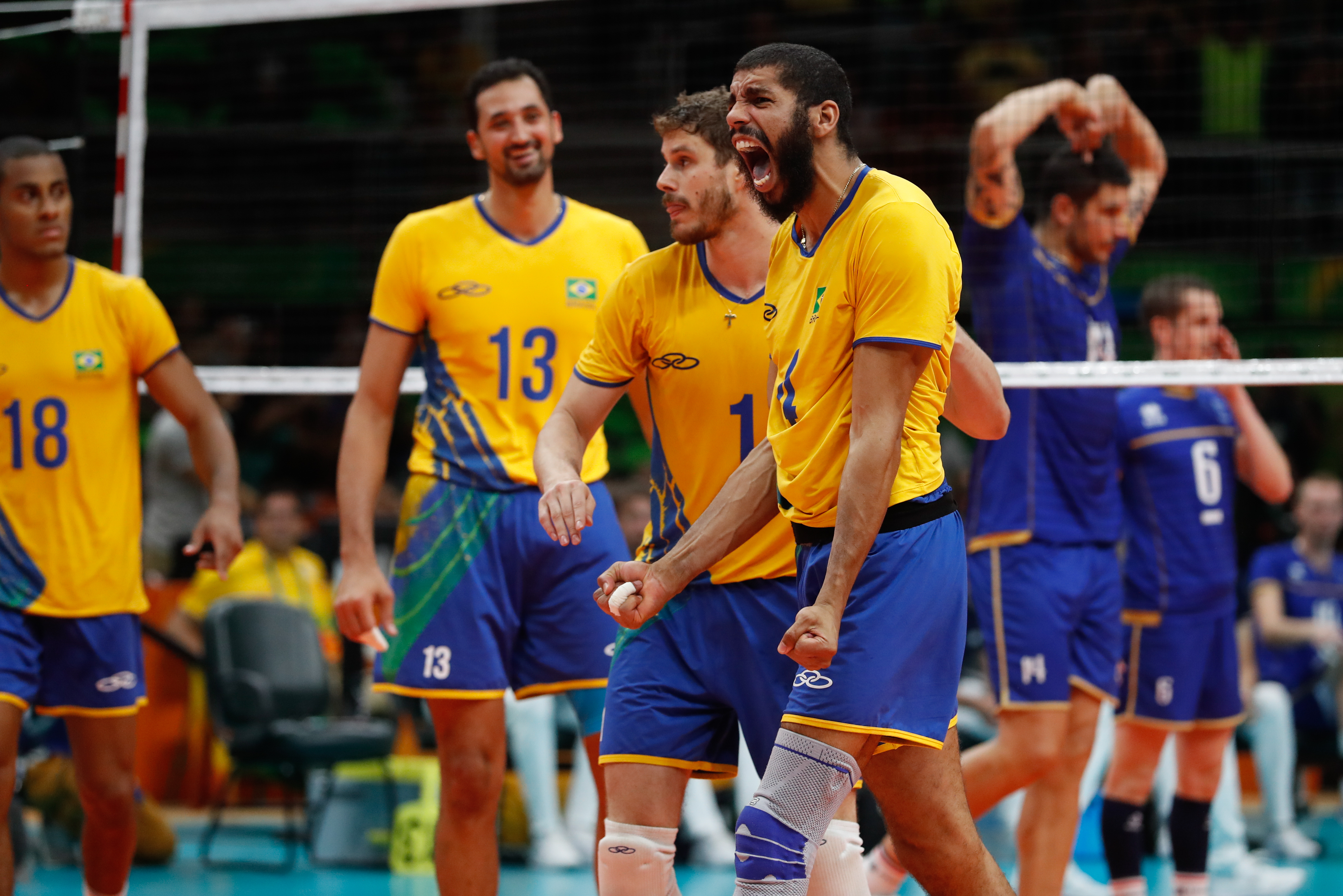
Wallace em partida contra a França nos Jogos Olímpicos de 2016.

Nos Jogos Olímpicos do Rio, além de ter sido o maior pontuador da competição (147 pontos), foi premiado como o melhor oposto do torneio após vitória sobre a seleção italiana por 3 sets a 0 na final, se sagrando enfim, campeão olímpico. Em 2017, na última edição da Liga Mundial, realizado em Curitiba, foi derrotado pela seleção francesa e novamente ficou com a medalha de prata. Completou o ano levantando as taças do Campeonato Sul-Americano e da Copa dos Campeões.
Em 2018, ficou em quarto lugar na Liga das Nações após perder a disputa pela medalha de bronze para a seleção norte-americana. No seu segundo mundial foi vice-campeão novamente após ser derrotado pela seleção da Polônia no Campeonato Mundial de 2018. Em 2019 voltou a perder a disputa pela medalha de bronze, na segunda edição da Liga das Nações, para a seleção polonesa. Logo após, foi campeão do Torneio Hubert Jerzeg Wagner, torneio amistoso anual sediado na Polônia. No final do mesmo ano conquistou a Copa do Mundo.
Foi campeão da terceira edição da Liga das Nações em 2021 ao derrotar na final a seleção polonesa por 3 sets a 1, partilhando com Bartosz Kurek os prêmios de melhor oposto e melhor jogador do torneio. Em sua terceira participação olímpica, não subiu ao pódio pela primeira vez ao ser derrotado pela seleção argentina na disputa da medalha de bronze nos Jogos Olímpicos de Tóquio. Uma semana após, o oposto gravou um vídeo em sua rede social comunicando que estava se aposentando da seleção brasileira.
Retornou as quadras para integrar a delegação brasileira no Campeonato Mundial de 2022, conquistando a inédita medalha de bronze ao derrotar a seleção eslovena por 3 sets a 1.

## Vida pessoal
Wallace é casado com Mariana Basílio. Juntos, o casal têm dois filhos: Max e Mia.

### Postagem com ameaça contra Lula da Silva
Em 30 de janeiro de 2023, Wallace Souza postou uma enquete no Instagram questionando quem daria "um tiro na cara do Lula" com uma espingarda calibre 12. Inicialmente, Wallace postou uma foto com a arma e um dos seguidores questionou se ele "daria um tiro na cara do Lula com essa 12". Em seguida, o jogador criou uma enquete onde perguntava se "alguém faria isso" e completou com um emoji de anjo.
A postagem causou grande controvérsia. O Comitê Olímpico do Brasil (COB) encaminhou uma representação ao Conselho de Ética da entidade sobre o caso e o ministro da Secretaria de Comunicação Social do Governo Federal, Paulo Pimenta, acionou a Advocacia-Geral da União (AGU). Por fim, o Sada Cruzeiro anunciou a suspensão de Wallace por tempo indeterminado. Posteriormente, Wallace apagou o post e pediu desculpas pelo ocorrido: "Quem me conhece sabe que eu jamais incitaria violência em hipótese alguma, principalmente ao nosso Presidente. Então, venho aqui pedir desculpas, foi um post infeliz que eu acabei fazendo. Errei."
Em 3 de abril de 2023, Wallace foi suspenso por 90 dias pelo Conselho de Ética do COB. Em 30 de abril de 2023, Wallace entrou em quadra pela final da Superliga Masculina de Vôlei, respaldado por uma liminar do Superior Tribunal de Justiça Desportiva. Em 2 de maio, no entanto, o conselho de ética do Comitê Olímpico do Brasil decidiu aumentar de 90 dias para 5 anos a suspensão de Wallace por ter descumprido a decisão da entidade, além de punir a Confederação Brasileira de Voleibol por 6 meses com perda de repasses de verba e a suspensão de Radamés Lattari, presidente em exercício da entidade., dias depois, após um acordo entre as entidades, a pena de Wallace foi revertida novamente para 90 dias,  a suspensão da CBV virou multa, que foi revertida em projetos voltados para o uso consciente das redes sociais por parte dos atletas. Além disso, também caiu a suspensão de Radamés Lattari, vice-presidente e que ocupava o cargo de presidente em exercício da CBV.
Em setembro de 2023, voltou ás quadras após cumprir a suspensão. Em novembro Wallace teve a pena de detenção substituída por uma multa de 20 mil reais.

## Títulos
Sada Cruzeiro
- Mundial de Clubes: 2013, 2015, 2021, 2024
- Sul-Americano de Clubes: 2012, 2014, 2015, 2022, 2023, 2024
- Campeonato Brasileiro: 2011–12, 2013–14, 2014–15, 2015–16, 2021–22, 2022–23
- Copa Brasil: 2014, 2016, 2024
- Supercopa Brasileira: 2015, 2021, 2024
- Campeonato Mineiro: 2010, 2011, 2012, 2013, 2014, 2015, 2021, 2023, 2024

Funvic Taubaté
- Copa Brasil: 2017
- Campeonato Paulista: 2016, 2017

Sesc-Rio
- Campeonato Carioca: 2018, 2019

Spor Toto Spor Kulübü
- Copa da Turquia: 2020–21

## Clubes
| Anos      | Clube                 |
| --------- | --------------------- |
| 2006–2008 | Banespa/São Bernardo  |
| 2008–2009 | Vôlei Futuro          |
| 2009–2016 | Sada Cruzeiro         |
| 2016–2018 | Funvic Taubaté        |
| 2018–2020 | Sesc-Rio              |
| 2020–2021 | Spor Toto Spor Kulübü |
| 2021–2023 | Sada Cruzeiro         |

## Prêmios individuais e destaques
- 2009: Superliga – Maior pontuador (426 pontos)
- 2010: Superliga – Maior pontuador (592 pontos)
- 2011: Campeonato Mineiro – Melhor jogador
- 2011: Torneio de Irvine – Melhor jogador
- 2011: Pan-Americano – Melhor atacante
- 2012: Superliga – Melhor atacante
- 2012: Mundial de Clubes – Melhor sacador
- 2013: Mundial de Clubes – Melhor jogador e melhor sacador
- 2016: Liga Mundial – Melhor oposto
- 2016: Jogos Olímpicos – Melhor oposto
- 2021: Liga das Nações – Melhor jogador e melhor oposto
- 2021: Mundial de Clubes – Melhor oposto
- 2024: Sul-Americano de Clubes – Melhor oposto
- 2024: Mundial de Clubes – Melhor jogador e melhor oposto